# Amílkar Hernández
Amílkar Hernández Fernández (Bogotá, 10 de diciembre de 1951) reportero, editor y director de varios medios de comunicación de prensa escrita, radio y televisión de Colombia. Conferencista y catedrático universitario.

## Reseña biográfica
Periodista egresado de la Universidad América en el año 1979 inició su carrera profesional, en el periódico El Nuevo Siglo, al lado del periodista y político Álvaro Gómez Hurtado, como redactor, jefe de información y finalmente jefe de redacción. Se desempeñó como Subeditor Económico y Político del periódico colombiano El Tiempo, en el noticiero Notiocho como Subdirector, en el Noticiero de las Siete como editor económico, en el Noticiero Cinevisión como reportero, jefe de redacción, editor general, subdirector y director, en el noticiero Noticias Uno como editor general, en el noticiero de la noche como reportero y como productor de contenidos de la Revista Credencial Archivado el 10 de noviembre de 2019 en Wayback Machine. y la revista Diners.  
Con formación en administración general (Universidad Javariana), un  postgrado en periodismo económico (Universidad de la Sabana) y una especialización en seguridad social y empleo (Universidad Externado de Colombia).
Miembro de agremiaciones de periodistas como el Círculo de Periodistas de Bogotá y Asociación de Periodistas Económicos (APE) ha ocupado diversos cargos en sus juntas directivas, entre ellos vicepresidente, fiscal y vocal. Catedrático en diversas Universidades de Bogotá ha sido formador de muchos periodistas y comunicadores. Entre los datos curiosos se resalta el haber sido pionero de la comunicación electrónica en Colombia con la creación de un periódico vía fax llamado FAX-SALUD. 
Su primer trabajo fue como monaguillo  de la iglesia de Santa Bárbara en La Candelaria. Participa en el programa Caleidoscopio de Radio María y tiene diversas publicaciones relacionadas con la iglesia católica, su estructura, finanzas y actualidad.

## Distinciones
- Mejor trabajo en prensa (social) “La educación en Colombia: 20 años de estudios y $ 1 millón cuesta ser profesional” (Premio Simón Bolívar, 1981[6])
- Mejor trabajo de revista por el artículo "Seguro de desempleo con intereses de cesantías" (premio FASECOLDA[7]).
- Premio al periodismo COLSEGUROS por artículo seguridad en edificios (Premio al periodismo de seguros)·
- Nominado al premio Rey de España por informes sobre ‘asalto al palacio de justicia’ y ‘ armero’.